# 254 aC
El 254 aC va ser un any del calendari romà prejulià. Durant la República i l'Imperi Romà, era conegut com a any del consolat d'Escipió Asina i Calatí (o també any 500 ab urbe condita). L'ús del nom «254 aC» per referir-se a aquest any es remunta a l'alta edat mitjana, quan el sistema Anno Domini va ser el mètode de numeració dels anys més comú a Europa.

## Esdeveniments

### Antiga Roma
- Aquest any són elegits cònsols Gneu Corneli Escipió Asina i Aulus Atili Calatí.
- Durant la Primera Guerra Púnica (264 aC-241 aC) els romans van perdre una gran part de la seva flota per una forta tempesta, a la costa entre Camarina i Paquinos, que es va omplir de cadàvers.[2][3] Els dos nous cònsols construeixen en només tres mesos una flota de 220 naus, amb les que surten cap a Sicília i ocupen Panormus. Per aquesta victòria obtenen els honors d'un triomf.[4][5]
- Es consagra al turó Capitoli un temple dedicat a Fides, la deessa romana de la fe i de la confiança.[6] prop del de Júpiter, on el senat romà anava a signar tractats amb estats estrangers.[7]
- Tiberi Coruncani es converteix en el primer plebeu que ocupa el càrrec de pontífex màxim.[8]

## Naixements
- Plaute, conegut comediògraf llatí, neix a Sarsina. Les dades sobre la seva vida són escasses i insegures, i alguns experts el fan nascut al 251 aC. Va morir l'any 184 aC.[9]

## Necrològiques
- Estratonice, filla de Demetri Poliorceta i esposa de Seleuc I Nicàtor. Mor a Sardes al setembre o a l'octubre.[10]